# Hall of Fame Open 2021 - Doppio
Marcel Granollers e Serhij Stachovs'kyj erano i campioni in carica, ma hanno deciso di non difendere il loro titolo in questa edizione.
In finale William Blumberg / Jack Sock hanno sconfitto Austin Krajicek / Vasek Pospisil con il punteggio di 6-2, 7-6(3)

## Teste di serie
1. Marcus Daniell /  Ben McLachlan (primo turno)
2. Jonathan Erlich /  Santiago González (semifinale)

1. Harri Heliövaara /  John-Patrick Smith (quarti di finale)
2. Luke Bambridge /  Matt Reid (ritirati)

## Wildcard
1. William Blumberg /  Jack Sock (campioni)

1. Aleksandr Bublik /  Dennis Novikov (quarti di finale, ritirati)

## Tabellone

### Legenda
| - Q = Qualificato - WC = Wild card - LL = Lucky loser | - ALT = Alternate - SE = Special Exempt - PR = Protected Ranking | - w/o = Walkover - r = Ritirato - d = Squalificato |

|  | Primo turno                   | Primo turno                   | Primo turno                   | Primo turno | Primo turno |  |  | Quarti di finale      | Quarti di finale       | Quarti di finale       | Quarti di finale    | Quarti di finale    |                    |   | Semifinali            | Semifinali                     | Semifinali                     | Semifinali                 | Semifinali                 |   |   | Finale | Finale | Finale | Finale | Finale |  |
|  |                               |                               |                               |             |             |  |  |                       |                        |                        |                     |                     |                    |   |                       |                                |                                |                            |                            |   |   |        |        |        |        |        |  |
|  | 1                             | M Daniell B McLachlan         | M Daniell B McLachlan         | 5           | 3           |  |  |                       |                        |                        |                     |                     |                    |   |                       |                                |                                |                            |                            |   |   |        |        |        |        |        |  |
|  |                               | A Krajicek V Pospisil         | A Krajicek V Pospisil         | 7           | 6           |  |  | A Krajicek V Pospisil | A Krajicek V Pospisil  | A Krajicek V Pospisil  | 6                   | 7                   |                    |   |                       |                                |                                |                            |                            |   |   |        |        |        |        |        |  |
|  | H Reese S Verbeek             | H Reese S Verbeek             | H Reese S Verbeek             | 6           | 7           |  |  | H Reese S Verbeek     | H Reese S Verbeek      | H Reese S Verbeek      | 3                   | 612                 |                    |   |                       |                                |                                |                            |                            |   |   |        |        |        |        |        |  |
|  | P Gojowczyk B Zapata Miralles | P Gojowczyk B Zapata Miralles | P Gojowczyk B Zapata Miralles | 1           | 5           |  |  |                       |                        |                        |                     |                     |                    |   | A Krajicek V Pospisil | A Krajicek V Pospisil          | A Krajicek V Pospisil          | A Krajicek V Pospisil      | w/o                        |   |   |        |        |        |        |        |  |
|  | Alt                           | Y Nishioka Y Uchiyama         | 1                             | 7           | [10]        |  |  |                       |                        | J Sousa J Thompson     | J Sousa J Thompson  | J Sousa J Thompson  | J Sousa J Thompson |   |                       |                                |                                |                            |                            |   |   |        |        |        |        |        |  |
|  |                               | A-u-H Qureshi R Ramanathan    | 6                             | 5           | [7]         |  |  | Alt                   | Y Nishioka Y Uchiyama  | Y Nishioka Y Uchiyama  | 3                   | 65                  |                    |   |                       |                                |                                |                            |                            |   |   |        |        |        |        |        |  |
|  | J Sousa J Thompson            | J Sousa J Thompson            | J Sousa J Thompson            | 6           | 6           |  |  |                       | J Sousa J Thompson     | J Sousa J Thompson     | 6                   | 7                   |                    |   |                       |                                |                                |                            |                            |   |   |        |        |        |        |        |  |
|  | S Doumbia F Reboul            | S Doumbia F Reboul            | S Doumbia F Reboul            | 4           | 2           |  |  |                       |                        |                        |                     |                     |                    |   |                       | Austin Krajicek Vasek Pospisil | Austin Krajicek Vasek Pospisil | 2                          | 63                         |   |   |        |        |        |        |        |  |
|  |                               | D Kudla T Sandgren            | 63                            | 7           | [6]         |  |  |                       |                        |                        |                     |                     |                    |   |                       |                                | WC                             | William Blumberg Jack Sock | William Blumberg Jack Sock | 6 | 7 |        |        |        |        |        |  |
|  | WC                            | W Blumberg J Sock             | 7                             | 5           | [10]        |  |  | WC                    | W Blumberg J Sock      | W Blumberg J Sock      | 6                   | 6                   |                    |   |                       |                                |                                |                            |                            |   |   |        |        |        |        |        |  |
|  |                               | N Lammons J Withrow           | 4                             | 7           | [7]         |  |  | 3                     | H Heliövaara J-P Smith | H Heliövaara J-P Smith | 4                   | 3                   |                    |   |                       |                                |                                |                            |                            |   |   |        |        |        |        |        |  |
|  | 3                             | H Heliövaara J-P Smith        | 6                             | 62          | [10]        |  |  |                       |                        |                        |                     |                     |                    |   | WC                    | W Blumberg J Sock              | W Blumberg J Sock              | 7                          | 6                          |   |   |        |        |        |        |        |  |
|  |                               | R Galloway A Lawson           | 6                             | 62          | [8]         |  |  |                       |                        | 2                      | J Erlich S González | J Erlich S González | 6(0)               | 3 |                       |                                |                                |                            |                            |   |   |        |        |        |        |        |  |
|  | WC                            | A Bublik D Novikov            | 4                             | 7           | [10]        |  |  | WC                    | A Bublik D Novikov     | A Bublik D Novikov     | A Bublik D Novikov  |                     |                    |   |                       |                                |                                |                            |                            |   |   |        |        |        |        |        |  |
|  |                               | T Huey MÁ Reyes Varela        | T Huey MÁ Reyes Varela        | 64          | 3           |  |  | 2                     | J Erlich S González    | J Erlich S González    | J Erlich S González | w/o                 |                    |   |                       |                                |                                |                            |                            |   |   |        |        |        |        |        |  |
|  | 2                             | J Erlich S González           | J Erlich S González           | 7           | 6           |  |  |                       |                        |                        |                     |                     |                    |   |                       |                                |                                |                            |                            |   |   |        |        |        |        |        |  |